# Friedrich Opitz
Friedrich Opitz (ur. 7 sierpnia 1898 w Bergen, zm. 26 lutego 1948 w Hameln) – niemiecki krawiec, członek załogi obozu koncentracyjnego Ravensbrück, SS-Hauptsturmführer, zbrodniarz hitlerowski.

## Życiorys
Miał tytuł mistrza krawieckiego. Był zatrudniony w Zakładach Odzieżowych Waffen-SS w Dachau (Bekleidungswerke der Waffen-SS Dachau). Na przełomie października i listopada 1941 roku przeniesiono go do Lublina z zadaniem zorganizowania tam filii macierzystego przedsiębiorstwa. Stał się w ten sposób pierwszym komendantem obozu pracy, który okupacyjne władze niemieckie zorganizowały na terenie przedwojennych zakładów Lubelskiej Wytwórni Samolotów. 
21 kwietnia 1942 roku został przeniesiony do FKL Ravensbrück. Zarządzał tam szwalnią, w której przymusowo pracowały więźniarki. Znany był z brutalności wobec zatrudnionych w jego zakładzie kobiet. Te ostatnie zapamiętały go jako alkoholika i sadystę, a zarazem człowieka prymitywnego i zakompleksionego. Służba w obozie koncentracyjnym była dla niego okazją do osobistego wzbogacenia. Jedna z więźniarek wspominała, że „żył jak król” i był „upojony bogactwem”. Miał także wspólnie z kolegami urządzać libacje oraz orgie z udziałem nadzorczyń SS.
Po zakończeniu wojny został aresztowany przez aliantów i osądzony w drugim procesie załogi Ravensbrück przed brytyjskim Trybunałem Wojskowym w Hamburgu. Friedrich został za swoje zbrodnie skazany na karę śmierci przez powieszenie i stracony w więzieniu Hameln pod koniec lutego 1948.